# Carnarimelita janstocki
Carnarimelita janstocki är en kräftdjursart som beskrevs av Edward Lloyd Bousfield 1990. Carnarimelita janstocki ingår i släktet Carnarimelita och familjen Melitidae. Inga underarter finns listade i Catalogue of Life.